# Guilherme Frederico, Príncipe de Nassau-Dietz
Guilherme Frederico de Nassau-Dietz (7 de Agosto de 1613 - 31 de Outubro de 1664), foi um conde e, a partir de 1654, príncipe imperial de Nassau-Dietz, bem como stadholder de Frísia, Groninga e Drente.

## Família
Henrique foi o segundo filho sobrevivente do conde Ernesto Casimiro I de Nassau-Dietz e da sua esposa, a princesa Sofia Hedwig de Brunswick-Lüneburg. Os seus avós paternos eram o conde João VI de Nassau-Dillenburg e a condessa Isabel de Leuchtenberg. Os seus avós maternos eram o duque Henrique Júlio de Brunswick-Wolfenbüttel e a princesa Isabel da Dinamarca. A sua tia-avó materna, a princesa Ana da Dinamarca, era a esposa do rei Jaime VI da Escócia e I de Inglaterra.

## Casamento e descendência
Guilherme Frederico casou-se com a princesa Albertina Inês de Nassau, quinta filha do príncipe Frederico Henrique de Orange-Nassau, no dia 2 de Maio de 1652 em Cleves. Juntos tiveram três filhos:
- Amália de Nassau-Dietz (25 de Novembro de 1655 - 16 de Fevereiro de 1695), casado com o duque João Guilherme de Saxe-Eisenach; com descendência.
- Henrique Casimiro II de Nassau-Dietz (17 de Janeiro de 1657 - 25 de Março de 1696), casado com a princesa Henriqueta Amália de Anhalt-Dessau; com descendência.
- Guilhermina Sofia Hedwig de Nassau-Dietz (1664–1667), morreu aos três anos de idade.

O facto de a sua esposa ser apenas a quinta filha de Frederico Henrique e de os dois se terem casado já depois da morte do seu pai, viria depois ser um facto importante durante a zanga pela herança do título de príncipe de Orange após a morte do rei Guilherme III de Inglaterra em 1702, visto que Frederico Henrique deixou uma cláusula no seu testamento para o caso da extinção da linha masculina (o que aconteceu com a morte de Guilherme III), onde o título seria herdado pela linha da sua filha mais velha, Luísa Henriqueta de Orange-Nassau. O caso poderia mesmo ter chegado a esta conclusão se Guilherme não tivesse deixado a sua própria cláusula em que deixava o título a um descendente de Guilherme Frederico. Assim, a herança foi disputada pelos dois Guilhermes (o seu filho e Guilherme IV de Orange), acabando por se decidir que ambos ficaram com o título e a herança seria divida igualmente.
O próprio Guilherme Frederico tinha um passado dinástico igualmente complicado. Era descendente do conde João VI de Nassau-Dillenburg, irmão mais novo do antepassado da sua esposa, Guilherme, o Taciturno. Quando João morreu em 1606, a sua herança foi dividida entre os seus cinco filhos, um dos quais era o pai de Guilherme, Ernesto Casimiro, que recebeu o título de conde de Nassau-Dietz. Este título foi herdado primeiro pelo seu irmão mais velho, Henrique Casimiro I de Nassau-Dietz que morreu em batalha aos vinte e oito anos de idade.

## Carreira
Como segundo filho, Guilherme Frederico não parecia destinado à carreira que acabaria por seguir. Estudou na Universidade de Leiden, na Universidade de Groningen e aceitou uma comissão no exército da república holandesa, tal como os seus antepassados e o seu irmão. Como tal, era um parceiro menor do seu futuro sogro e do cunhado, o príncipe Guilherme II de Orange. Contudo, o seu irmão mais velho morreu em batalha e, sendo solteiro e sem filhos, Guilherme Frederico herdou os seus títulos.
Contudo, como a posição de stadtholder ainda não era hereditário, Guilherme Frederico só conseguiu ser nomeado para Frísia. As posições de stadtholder de Groninga e Drente foram para Frederico Henrique, ainda que com grande protesto por parte de Guilherme. Após a morte de Frederico Henrique em 1647, este foi sucedido pelo seu filho Guilherme II nestas províncias. Só quando Guilherme II morreu em 1650, uma semana antes do nascimento do seu filho Guilherme III, é que Guilherme Frederico voltou a recuperar as suas províncias.